# Tharsis (paleontologia)
Tharsis  è un genere di pesci ossei estinto, vicino all'origine dei teleostei. Visse nel Giurassico superiore (Kimmeridgiano/Titoniano, circa 155 - 145 milioni di anni fa) e i suoi resti fossili sono stati ritrovati in Germania.

## Descrizione
Questo pesce era di piccole dimensioni e solitamente non superava i 25 centimetri di lunghezza. Era dotato di un corpo slanciato simile a quello di una sardina, con piccole pinne pari e una pinna caudale relativamente piccola e profondamente biforcuta. La pinna anale si trovava nell'ultimo terzo del corpo. Il cranio basso e allungato era dotato di una piccola bocca, con numerosi minuscoli denti marginali. Le scaglie ricoprivano tutto il corpo ed erano piccole e arrotondate. Lo scheletro era completamente ossificato.
Tharsis era caratterizzato da una caratteristica inclinazione del margine dorsale della pinna caudale, che dava alla parte posteriore del corpo una forma peculiare; i lobi della pinna caudale erano leggermente asimmetrici, e le ultime vertebre caudali erano dotate di una forte inclinazione degli archi neurali ed emali.

## Classificazione
Descritti per la prima volta da De Blainville nel 1818 i fossili di questo pesce vennero inizialmente attribuiti al genere Leptolepis, sotto il nome di Leptolepis dubia. Successivamente i fossili, provenienti dal famoso giacimento di Solnhofen, furono attribuiti a un genere a sé stante, Tharsis. Oltre alla specie tipo Tharsis dubius è nota anche la specie T. elleri, sempre proveniente da Solnhofen.
Questo pesce fa parte di un nutrito gruppo di attinotterigi molto vicini all'origine dei teleostei, il grande gruppo comprendente la grande maggioranza dei pesci ossei attuali.

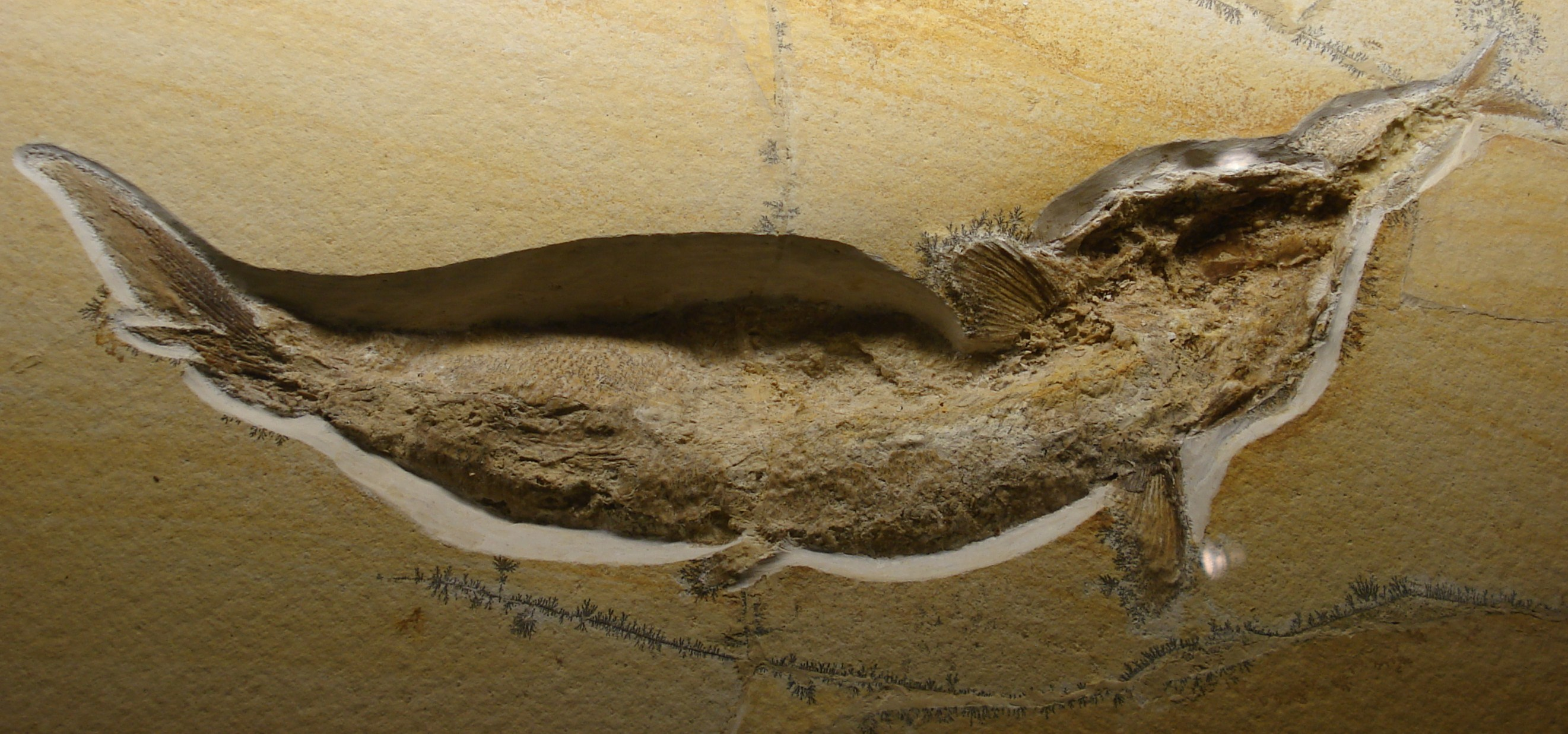
Fossile di Caturus conservatosi nell'atto di inghiottire un esemplare di Tharsis dubius

In particolare, sembra che Tharsis fosse uno stretto parente degli ittiodettiformi, un grande gruppo di pesci che nel corso del Cretaceo svilupparono forme predatrici e di grandi dimensioni, ma che nel Giurassico superiore erano ancora piccoli (Patterson, 1977). Uno studio del 2019 indica che Tharsis farebbe parte di un clade di teleostei basali noti come Ascalaboidae, comprendente anche Ascalabos ed Ebertichthys (Arratia et al., 2019). Altre specie di Tharsis, non ancora descritte ufficialmente, sono state scoperte nella zona di Wattendorf, in Franconia.

## Paleobiologia
Tharsis dubius era un piccolo pesce planctivoro, che probabilmente viveva in branchi lungo le acque continentali, in particolare nell'antica laguna di Solnhofen. Tharsis, insieme ad altri piccoli pesci come Orthogonikleithrus e Leptolepides, era un componente molto comune della fauna di Solnhofen, ed era una tipica preda di numerosi pesci predatori come Caturus (McAllister, 2003).

## Galleria d'immagini

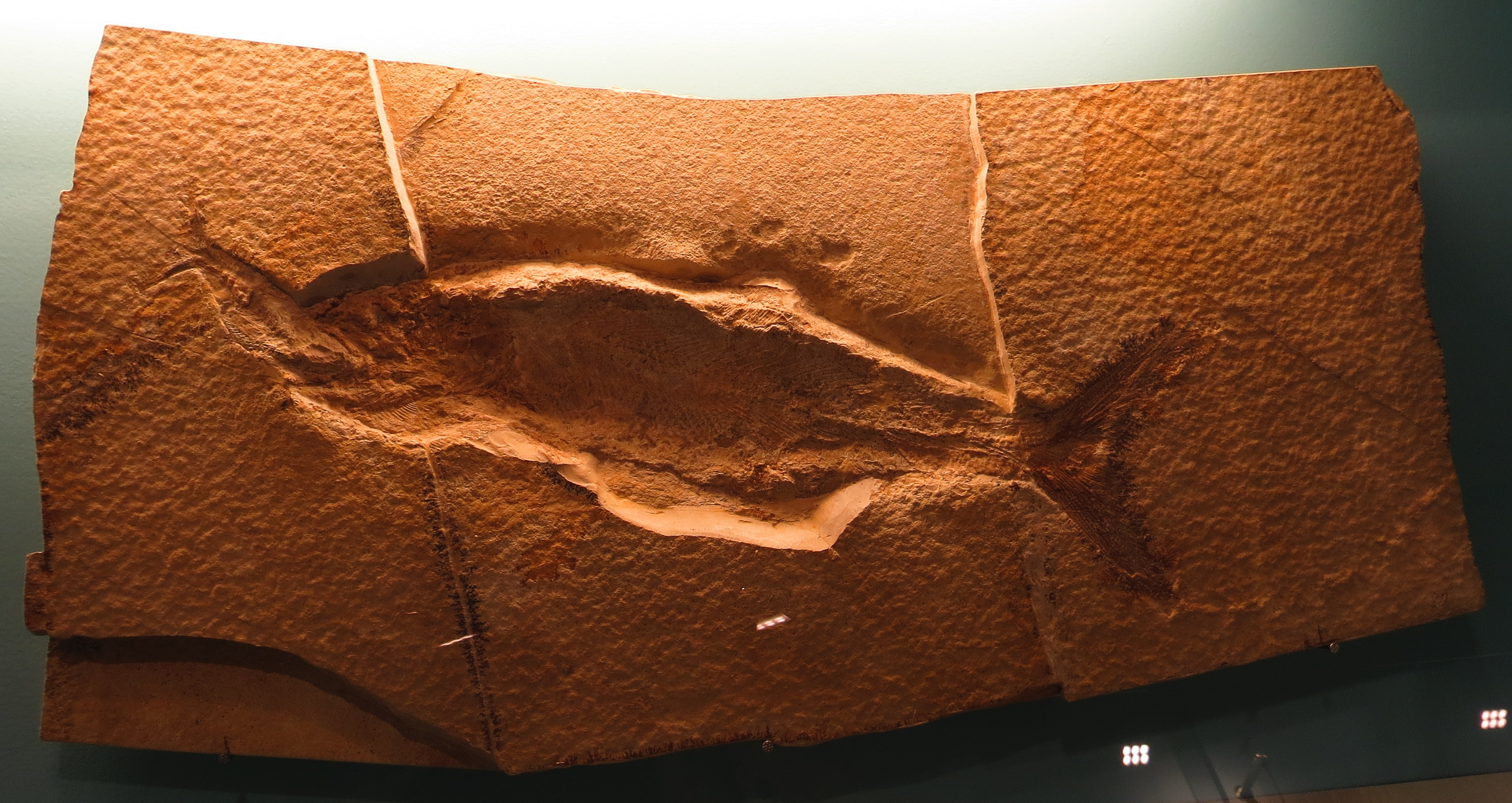
Fossile di Tharsis dubius e di Caturus furcatus
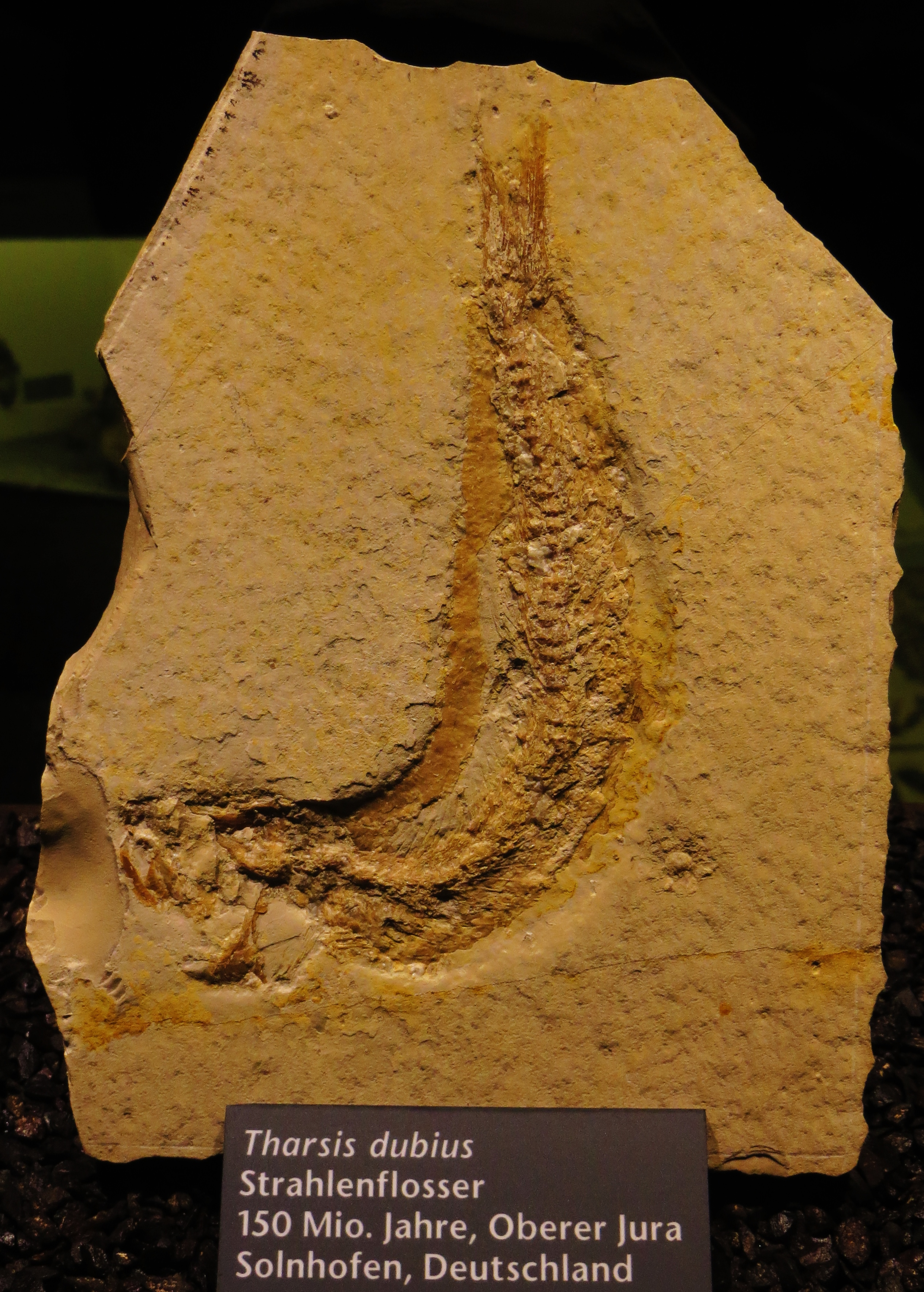
Fossile di Tharsis dubius
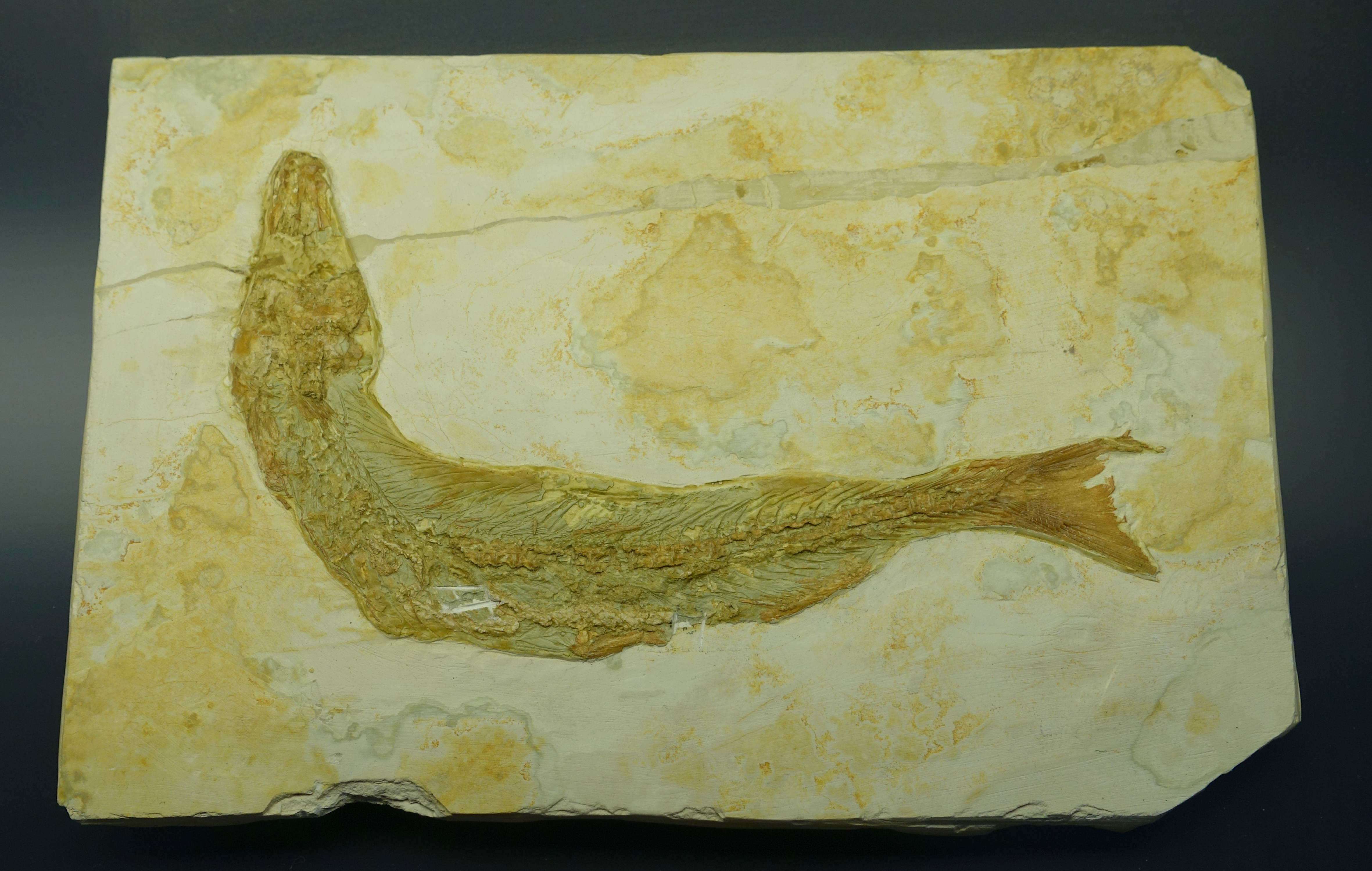
Fossile di Tharsis dubius
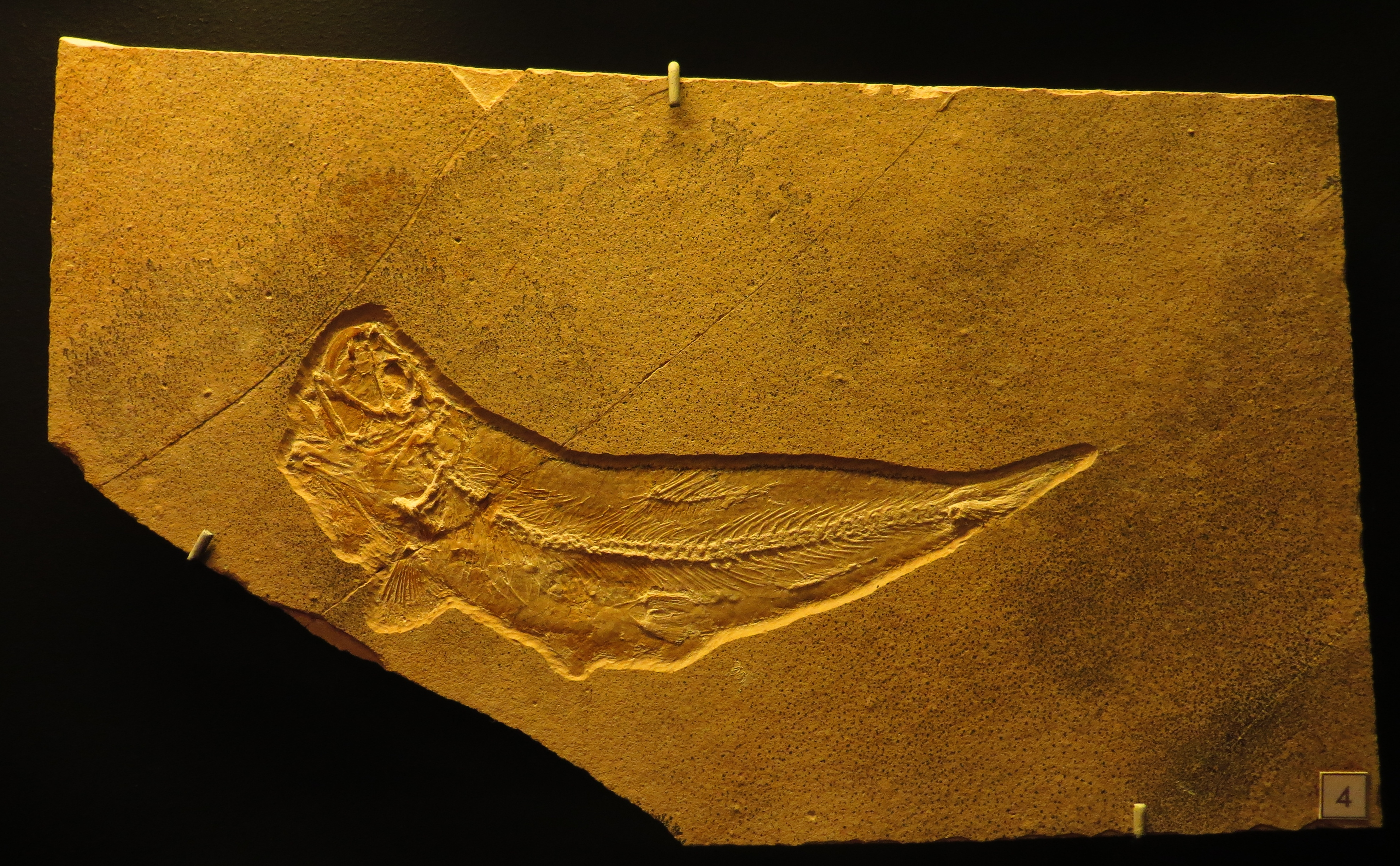
Fossile di Tharsis sp. A
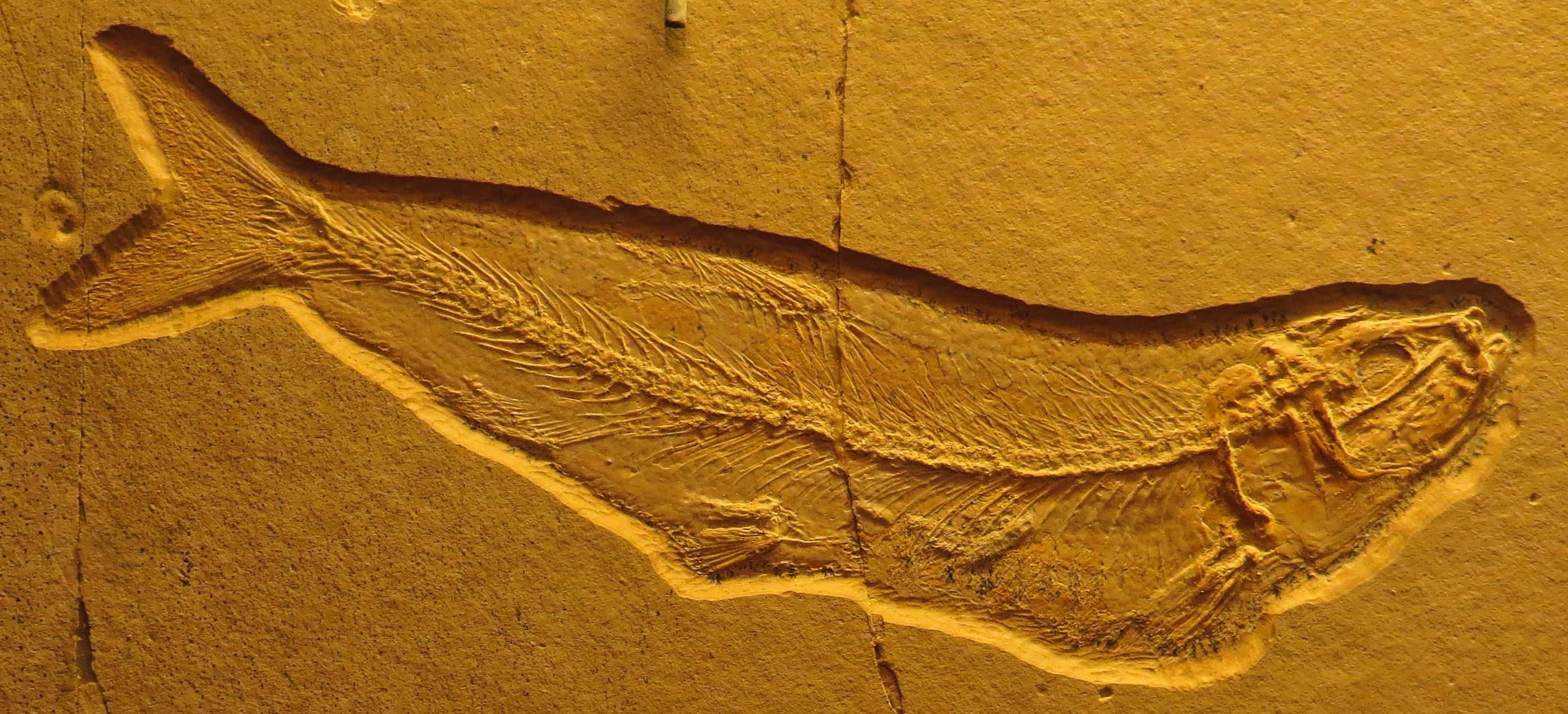
Fossile di Tharsis sp. A
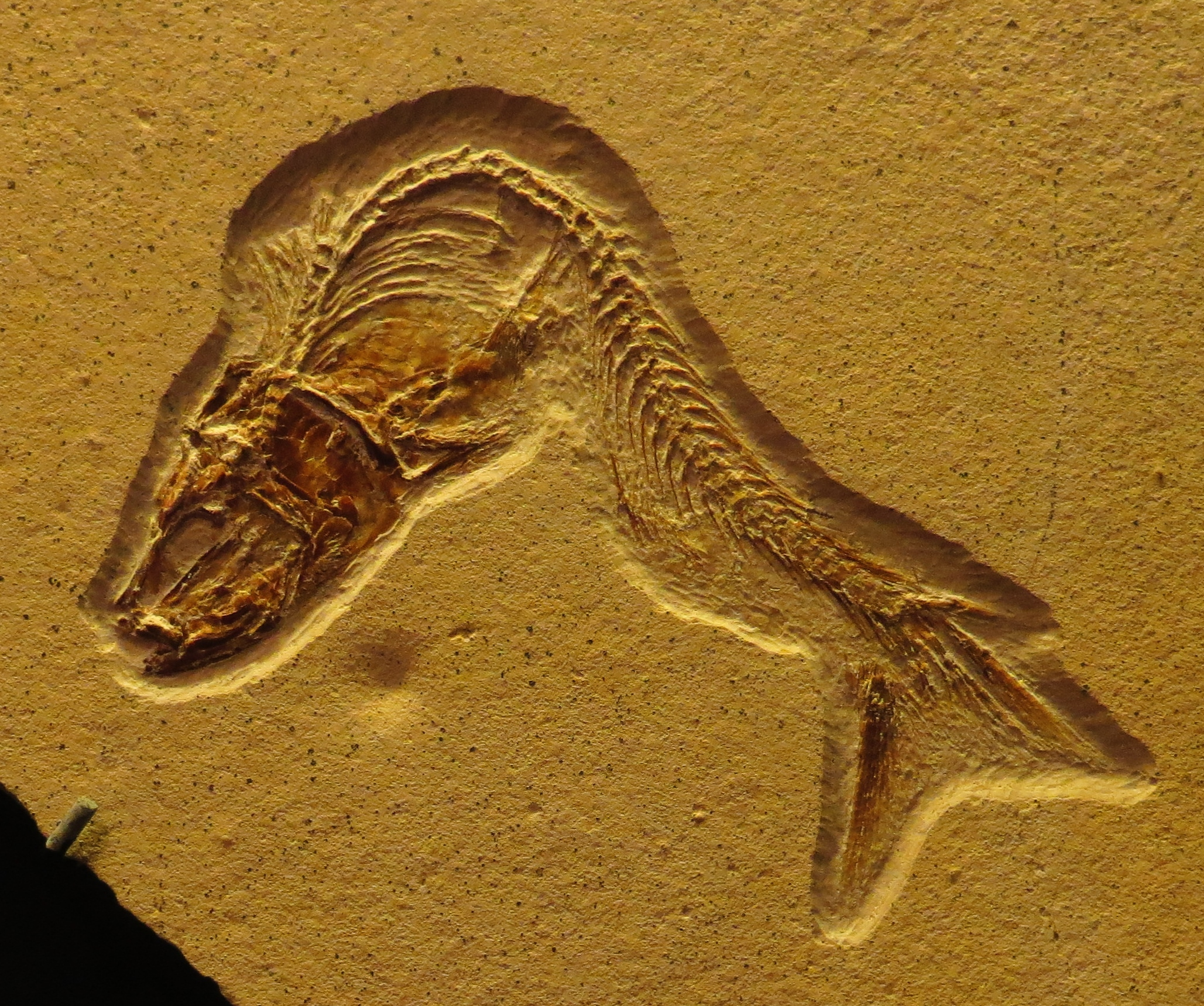
Fossile di Tharsis sp. A
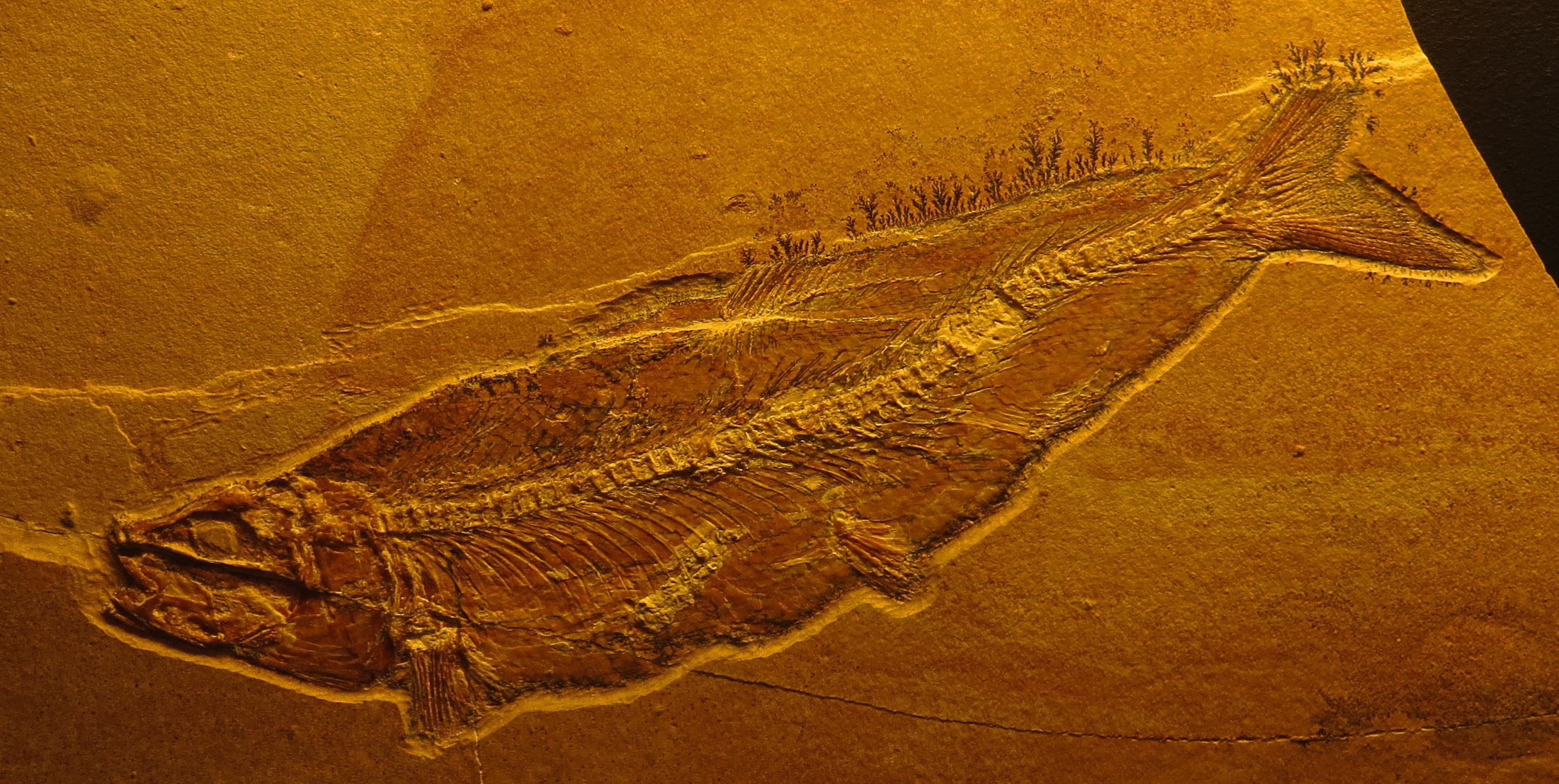
Fossile di Tharsis sp. A
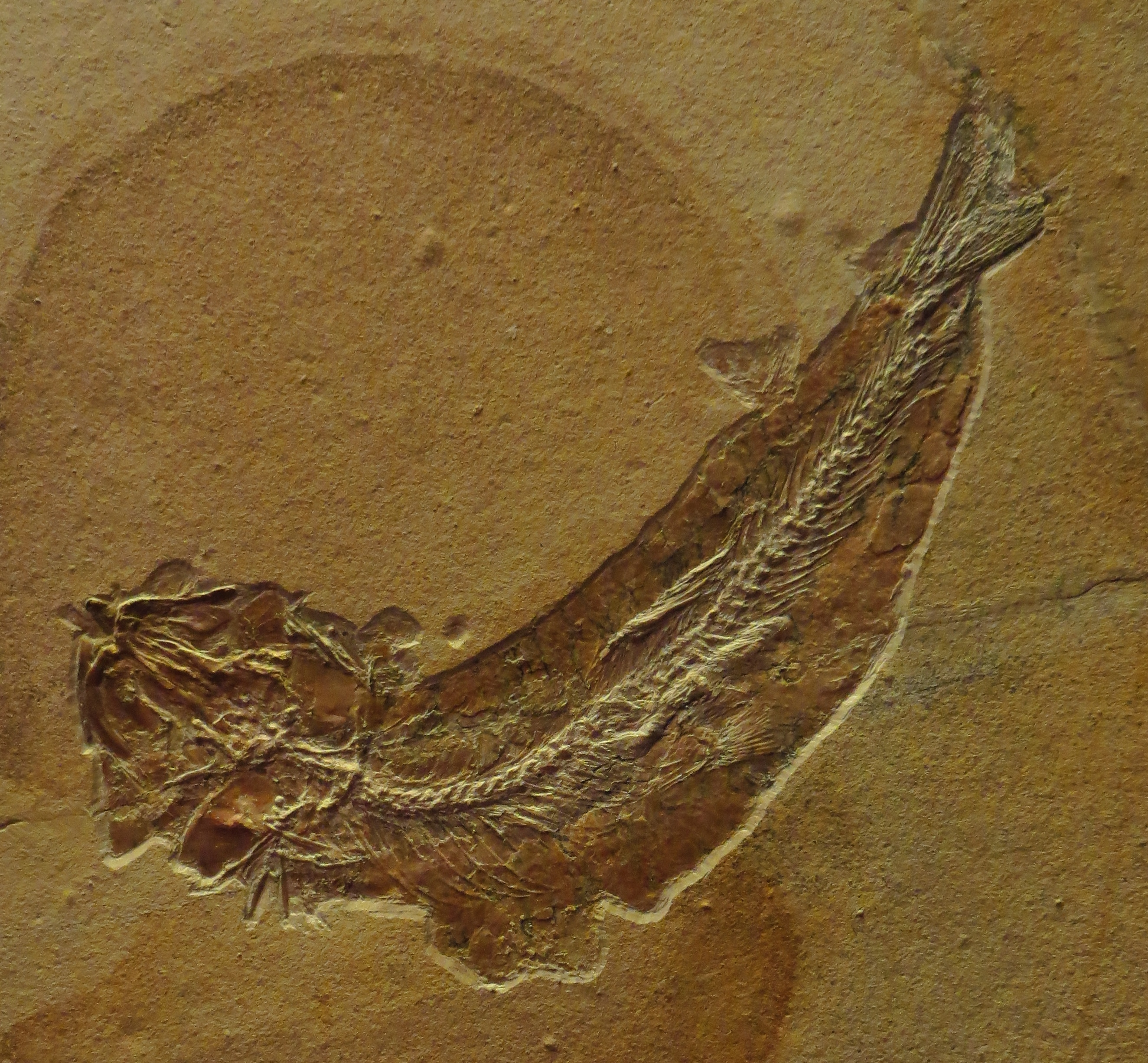
Fossile di Tharsis sp. A
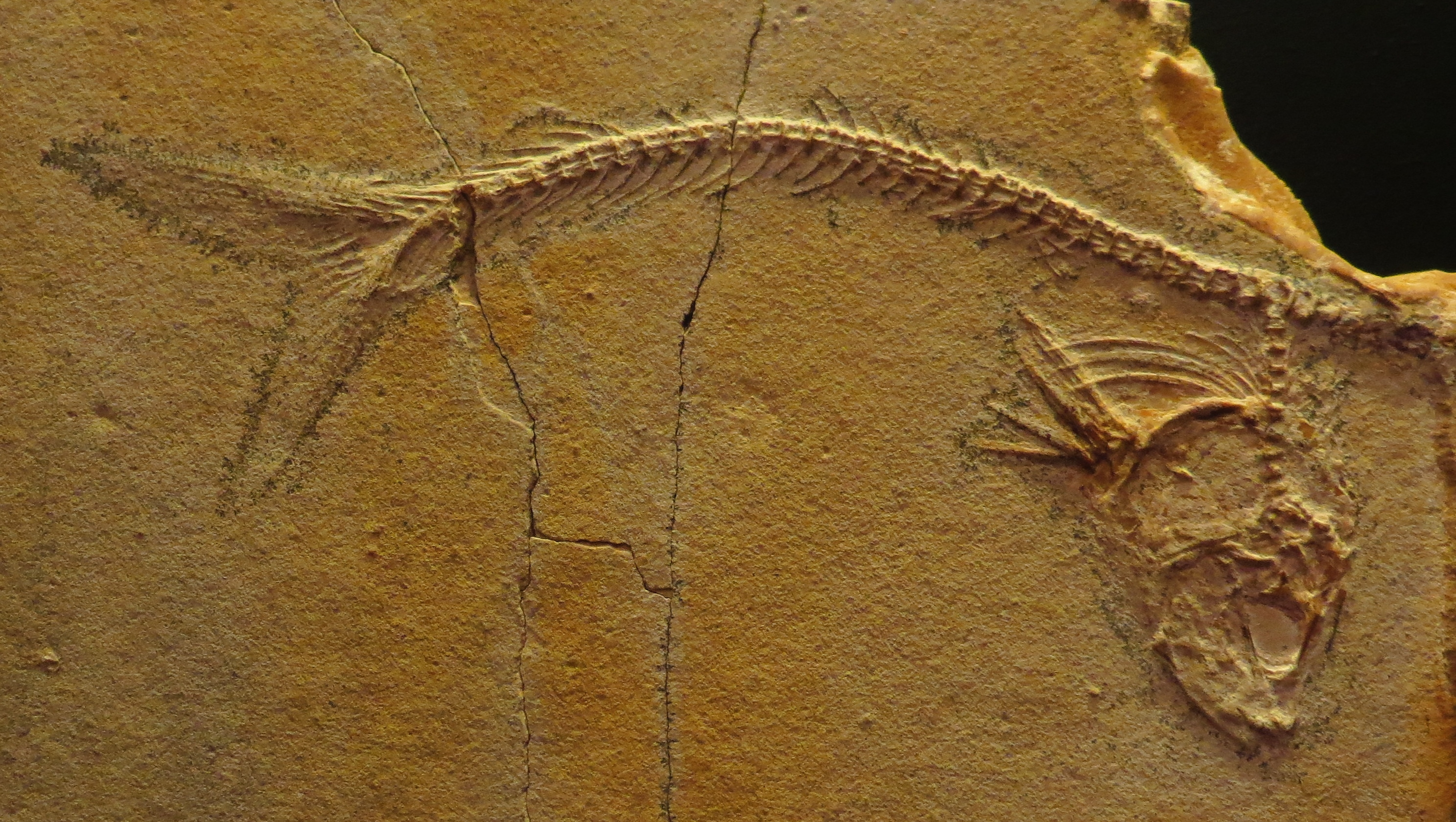
Fossile di Tharsis sp. B
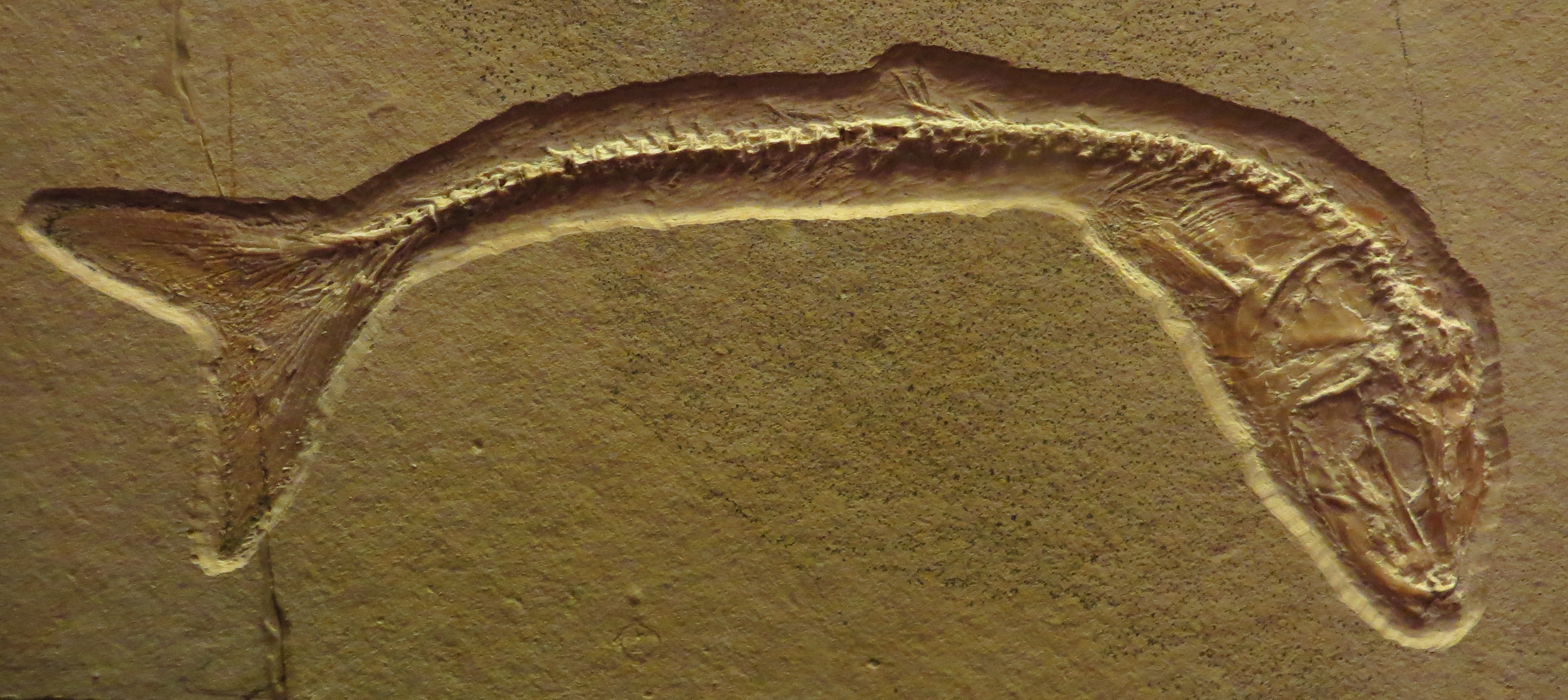
Fossile di Tharsis sp. B
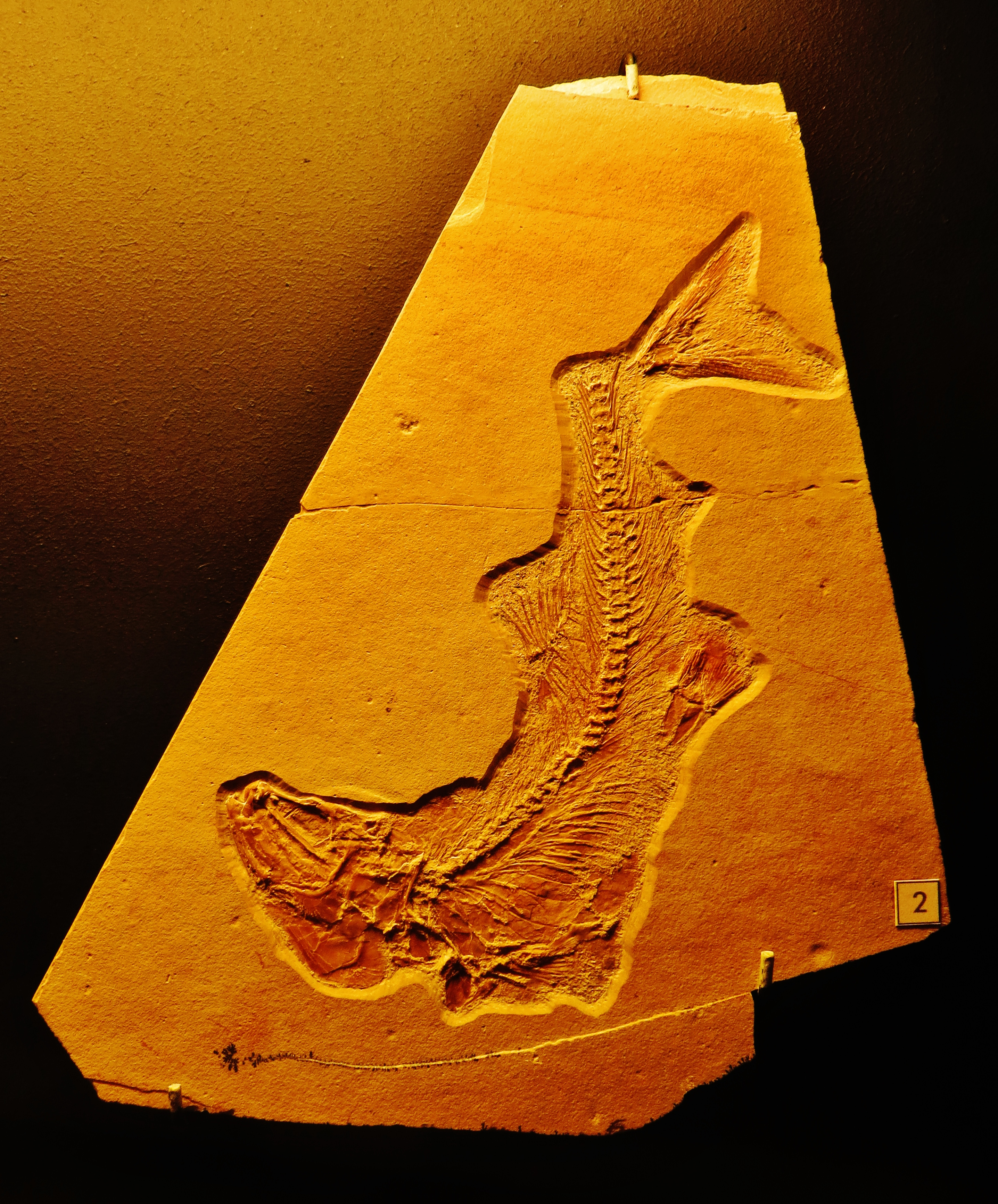
Fossile di Tharsis sp. B